# Euxoa perlentans
Euxoa perlentans är en fjärilsart som beskrevs av Walker 1856. Euxoa perlentans ingår i släktet Euxoa och familjen nattflyn. Inga underarter finns listade i Catalogue of Life.